# Schönau (Bad Münstereifel)
Schönau is een plaats in de Duitse gemeente Bad Münstereifel, deelstaat Noordrijn-Westfalen, en telt 1050 inwoners.